# Corradi-Gonzaga

Blason des Corradi-Gonzaga

Les Corradi ou Corradi da Gonzaga ou encore Corradi-Gonzaga (en français Corradi-Gonzague) sont une ancienne et noble famille italienne originaire de la zone entre Mantoue et Reggio d'Émilie. Cette famille est l'ancêtre de la Maison de Gonzague, seigneurs de Mantoue entre 1328 et 1707. Dans un document remontant à la première moitié du XVIIIe siècle on retrouve un passage parlant de leur descendance du roi franc Gennobaud.
À partir du 30 avril 1335, la famille n'utilise plus comme patronyme que « Gonzaga ».

## Histoire

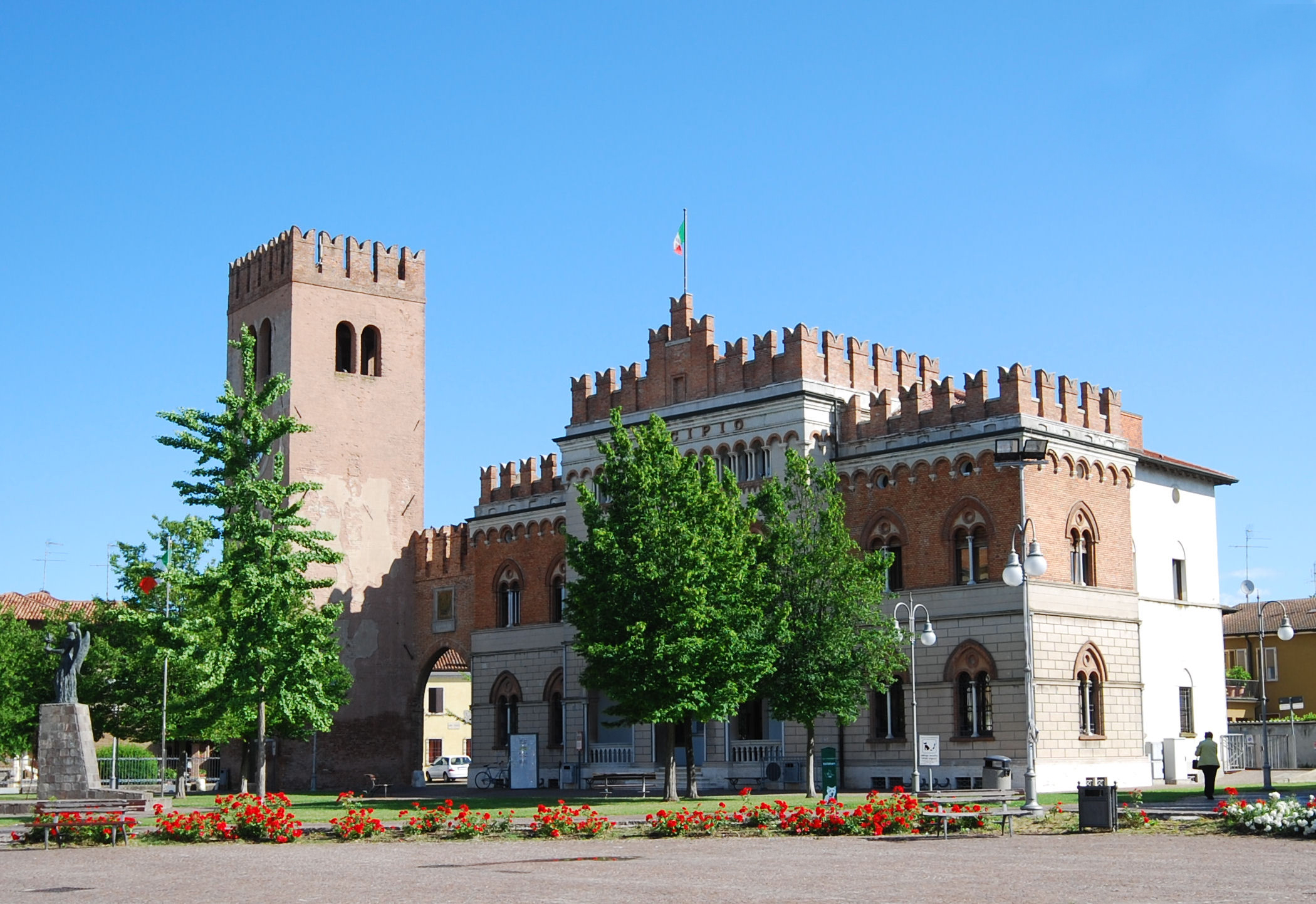
Castello de Marmirolo

Au XIIe siècle Filippo Corradi, est investi des terres de Gonzaga, anciennement propriété des comtes de la famille Casalodi.
Grands propriétaires terriens, les Corradi-Gonzaga accroissent leur fortune grâce à leur amitié pour la famille Bonacossi, seigneurs de Mantoue et podestats de Vérone, et peu de temps après s'installent auprès d'eux à Mantoue où ils occupent d'importantes charges politiques et religieuses.
Aux alentours de 1200, la famille prend possession du Castello de Marmirolo, aux portes de Mantoue, où se déroule, une centaine d'années plus tard, le coup d'état qui détrône les Bonacossi. C'est dans ce château qu'en 1209 est accueilli, par Guida Corradi, le roi Otton IV du Saint-Empire se dirigeant vers Rome pour être sacré empereur par le Pape Innocent III.
Le 16 août 1328, les Corradi-Gonzaga aidés par Cangrande della Scala, seigneur de Vérone, prennent le contrôle de la ville de Mantoue. Louis Ier de Mantoue tue Passerino Bonacossi, seigneur de Mantoue, initiant la longue domination de la Maison de Gonzague sur Mantoue qui durera jusqu'en 1708.
Il existe aussi une branche cadette des Corradi-Gonzaga : les Gonzaga di Bonaventura Corradi, qui s'éteignent en 1746.

## Généalogie
```
│Filippo Corradi ou Corradi da Gonzaga (
XII
e
 
siècle
), 
seigneur de 
Gonzaga

│
├─>Corbello, 
podestà de 
Mantoue
 en 
1189

│
├─>Bellancorio
│
├─>Gualtieri
│
├─>Guiscardo (?-
1261
)
│
├─>Corrado, 
député de la ville de 
Mantoue

│
└─>Abramino, 
député de la ville de 
Mantoue

  │
  └─>Guidone Corradi
     │
     ├─>Bartolomeo, 
premier propriétaire du Castello de 
Marmirolo

     │
     ├─>Bonamente
     │
     ├─>Bonaventura, ancêtre de la lignée des 
Gonzaga di Bonaventura Corradi

     │
     └─>Antonio, 
magistrat des Anciens du Peuple de Mantoue

       │
       ├─>Bonaventura
       │
       ├─>Giulio
       │
       ├─>Bartolomeo
       │
       ├─>Federico, 
délégué pontificale

       │
       └─>Guido dit Corrado (?, 
Gonzaga
-
1318
, 
Mantoue
)
          │
          ├─>Abramino, 
consul

          │
          ├─>Gualtiero, 
consul

          │
          ├─>Petronio ou Piergiovanni, 
chanoine de la 
Cathédrale Santa Maria Assunta de Côme

          │
          ├─>Gentile
          │
          └─>
Louis Ier de Mantoue
 (1268-1360), 
capitaine du peuple de la ville de 
Mantoue
```

## Sources de la traduction
- (it) Cet article est partiellement ou en totalité issu de l’article de Wikipédia en italien intitulé « Corradi-Gonzaga » (voir la liste des auteurs).

- (it) Cet article est partiellement ou en totalité issu de l’article de Wikipédia en italien intitulé « Filippo Corradi » (voir la liste des auteurs).

- (it) Cet article est partiellement ou en totalité issu de l’article de Wikipédia en italien intitulé « Guidone Corradi » (voir la liste des auteurs).

- (it) Cet article est partiellement ou en totalité issu de l’article de Wikipédia en italien intitulé « Antonio Corradi » (voir la liste des auteurs).

- (it) Cet article est partiellement ou en totalité issu de l’article de Wikipédia en italien intitulé « Guido Corradi » (voir la liste des auteurs).